# Suivi de partition
Le suivi de partition est le processus consistant à écouter automatiquement une exécution musicale live et à suivre sa position dans la partition. C’est un domaine de recherche actif qui se situe au croisement de l'intelligence artificielle, de la reconnaissance de motifs (sonores), du traitement du signal, et de la musicologie.

## Caractéristiques
Le suivi de partition est introduit en 1984 séparément par Barry Vercoe et Roger Dannenberg. Sur le plan artistique, c'est l'une des principales composantes de la musique électronique live (en direct) de nombreux compositeurs tels que Pierre Boulez et Philippe Manoury et c'est une discipline active de recherche dans les différents laboratoires, tels que l'Ircam à Paris.
La dernière version du logiciel de suivi de partition de l'Ircam, développée par l'équipe Représentations musicales est capable de suivre des signaux audio complexes (monophoniques et polyphoniques) et de synchroniser les événements via le tempo de l'interprétation détecté en temps réel. Il est distribué au public depuis 2009 sous le nom d’Antescofo et est mis en œuvre avec succès dans le monde entier dans un grand nombre de productions de musique contemporaine, y compris d'électronique temps réel.
Parmi les autres auteurs spécialisés dans le suivi de partition, on trouve Chris Raphael, Roger Dannenberg, Barry Vercoe, Miller Puckette, Nicola Orio, Arshia Cont, et Frank Weinstock.
Max/MSP, Pure Data, grâce au logiciel et langage Antescofo, permettent d'effectuer un suivi de partition.